# حسیبا ابراهیمی
حسیبا ابراهیمی (زاده ۱ دی ۱۳۷۵) بازیگر اهل افغانستان است. او با بازی در فیلم چند متر مکعب عشق ساخته جمشید محمودی به شهرت رسید.

## فعالیت‌ها

### سینما
حسیبا ابراهیمی در سال ۱۳۹۲ با بازی در فیلم چند متر مکعب عشق ساخته جمشید محمودی وارد سینما شد
و در همان ابتدا نامزد سی و دومین جشنواره فیلم فجر به عنوان بهترین بازیگر زن گردید. ابراهیمی دومین نقش آفرینی را در سال ۱۳۹۶ در فیلم لینا به کارگردانی رامین رسولی تجربه کرد.

## فیلم‌شناسی
| سال  | نام فیلم         | نقش       | کارگردان     |
| ---- | ---------------- | --------- | ------------ |
| ۱۳۹۹ | وقت جیغ انار     | عروس      | گراناز موسوی |
| ۱۳۹۸ | حوا، مریم، عایشه | عایشه     | صحرا کریمی   |
| ۱۳۹۶ | لینا             | مریم/لینا | رامین رسولی  |
| ۱۳۹۲ | چند متر مکعب عشق | مارونا    | جمشید محمودی |

### فیلم کوتاه
- حبیب (جنیفر آلفونس) -۱۴۰۰